# Trem de pensamento
O trem de pensamento ou trilha de pensamento refere-se à interconexão na sequência de ideias expressas durante um discurso ou pensamento conectado, bem como a própria sequência, especialmente na discussão de como essa sequência leva de uma ideia para outra.
Quando um leitor ou ouvinte "perde o trem de pensamento" (ou seja, perde a relação entre frases ou frases consecutivas ou a relação entre conceitos não-verbais em um argumento ou uma apresentação) a compreensão é perdida do pensamento expresso ou não expresso.
O termo "trem de pensamentos" foi apresentado e elaborado em 1651 por Thomas Hobbes em seu Leviatã, embora com um significado diferente (semelhante ao significado usado pelos associativistas britânicos):
Por  Consequência, ou trem de pensamentos, eu entendo que a sucessão de  um pensamento a outro que é chamado, para distingui-lo do discurso em  palavras, discurso mental.
 Quando um homem pensa em qualquer coisa, seu próximo pensamento não é tão casual quanto parece ser. Nem todo pensamento para cada pensamento sucede indiferentemente.— Thomas Hobbes, Leviathan, The First Part: Of Man, Chapter III: Of the Consequence or Train of Imagination